# 小墓古墳
小墓古墳（おばかこふん）は、奈良県天理市杣之内町にある古墳。形状は前方後円墳。杣之内古墳群を構成する古墳の1つ。史跡指定はされていない。

## 概要
奈良盆地東縁、東から西に延びる丘陵の西端部に築造された古墳である。西乗鞍古墳・東乗鞍古墳などとともに杣之内古墳群のうちの一群を形成する。これまでに後円部北側が削平を受けているほか、1987年（昭和62年）・1989年（平成元年）に墳丘東側の発掘調査が実施されている。
墳形は前方後円形で、前方部を南西方向に向ける。墳丘は3段築成。墳丘周囲には盾形の周濠が巡らされており、幅12-13メートルを測る。周濠からは円筒埴輪（朝顔形埴輪含む）・形象埴輪（蓋形・盾形・靫形・人物形・馬形・鹿形・水鳥形・鶏形・家形埴輪など）のほか、「木製の埴輪」ともいうべき木製品（蓋形・盾形・刀形・翳形・鉾形木製品など）が多数検出されている。埴輪のうちでは、円柱を伴う高床式建物が特筆される。そのほかには木製の槽・槌・火切臼・耳杯形容器や、柱・杭なども検出されている。埋葬施設は明らかでない。
築造時期は、古墳時代後期前半頃の6世紀前半頃と推定される。付近では中期末葉-後期前半の古墳として西乗鞍古墳・東乗鞍古墳も知られ、これらを物部氏の首長墓とする説が挙げられている。

## 遺跡歴
- 1893年（明治26年）の『大和國古墳墓取調書』に絵図[4]。
- 1986年（昭和61年）、測量調査（天理大学歴史研究会）[4]。
- 1987年（昭和62年）、浄水場拡張に伴う発掘調査：第1次調査（天理市教育委員会、1988年に概要報告）。
- 1989年（平成元年）、浄水場拡張に伴う発掘調査：第2次調査（天理市教育委員会、1992年に概要報告）。

## 墳丘
墳丘の規模は次の通り。
- 墳丘長：80.5メートル（推定復元85メートル以上）
- 後円部 - 3段築成。
  - 高さ：7.8メートル
- 前方部 - 3段築成。
  - 幅：46メートル[2]
  - 高さ：6.1メートル

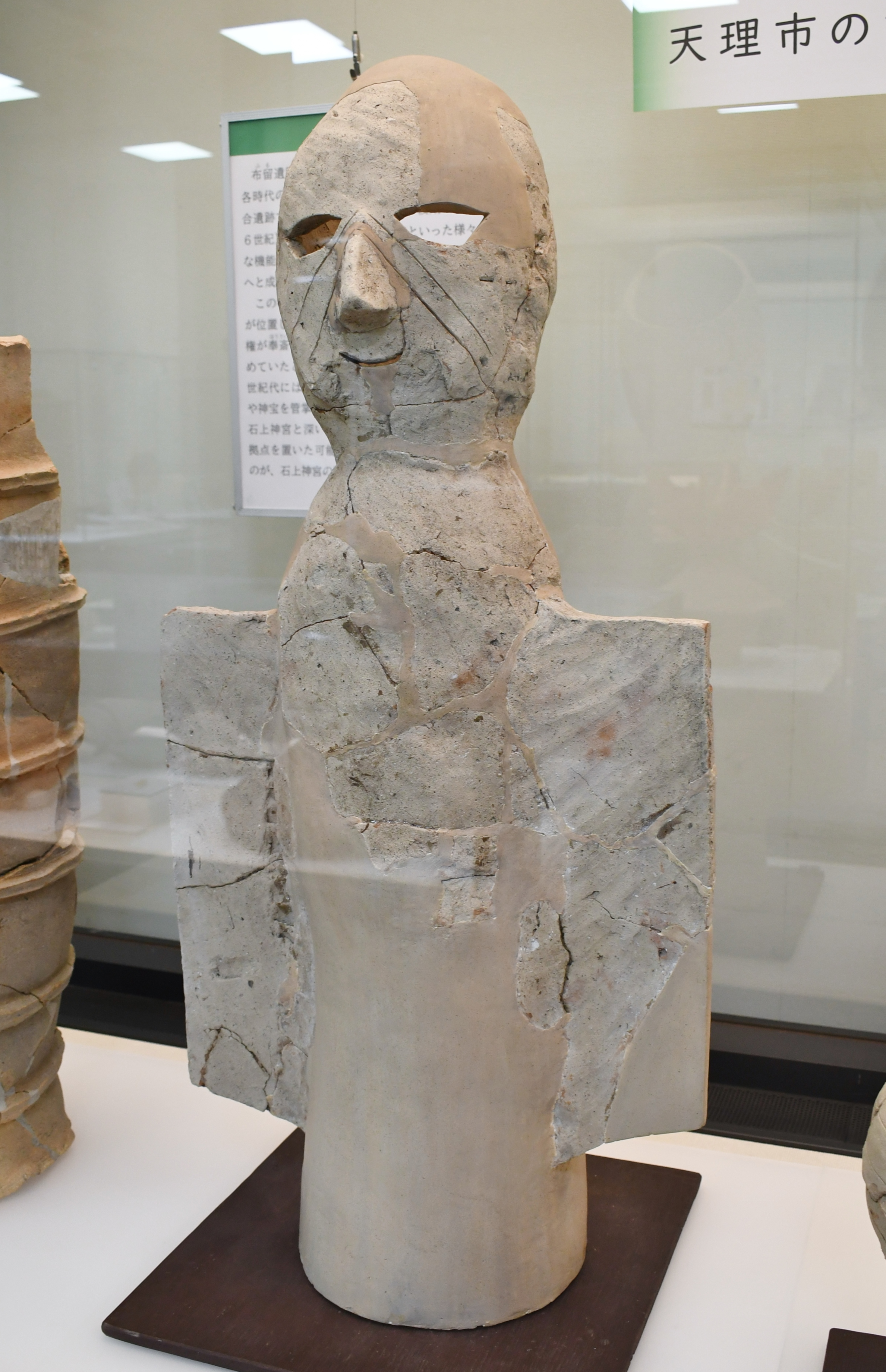
盾持人埴輪 唐古・鍵考古学ミュージアム企画展示時に撮影。
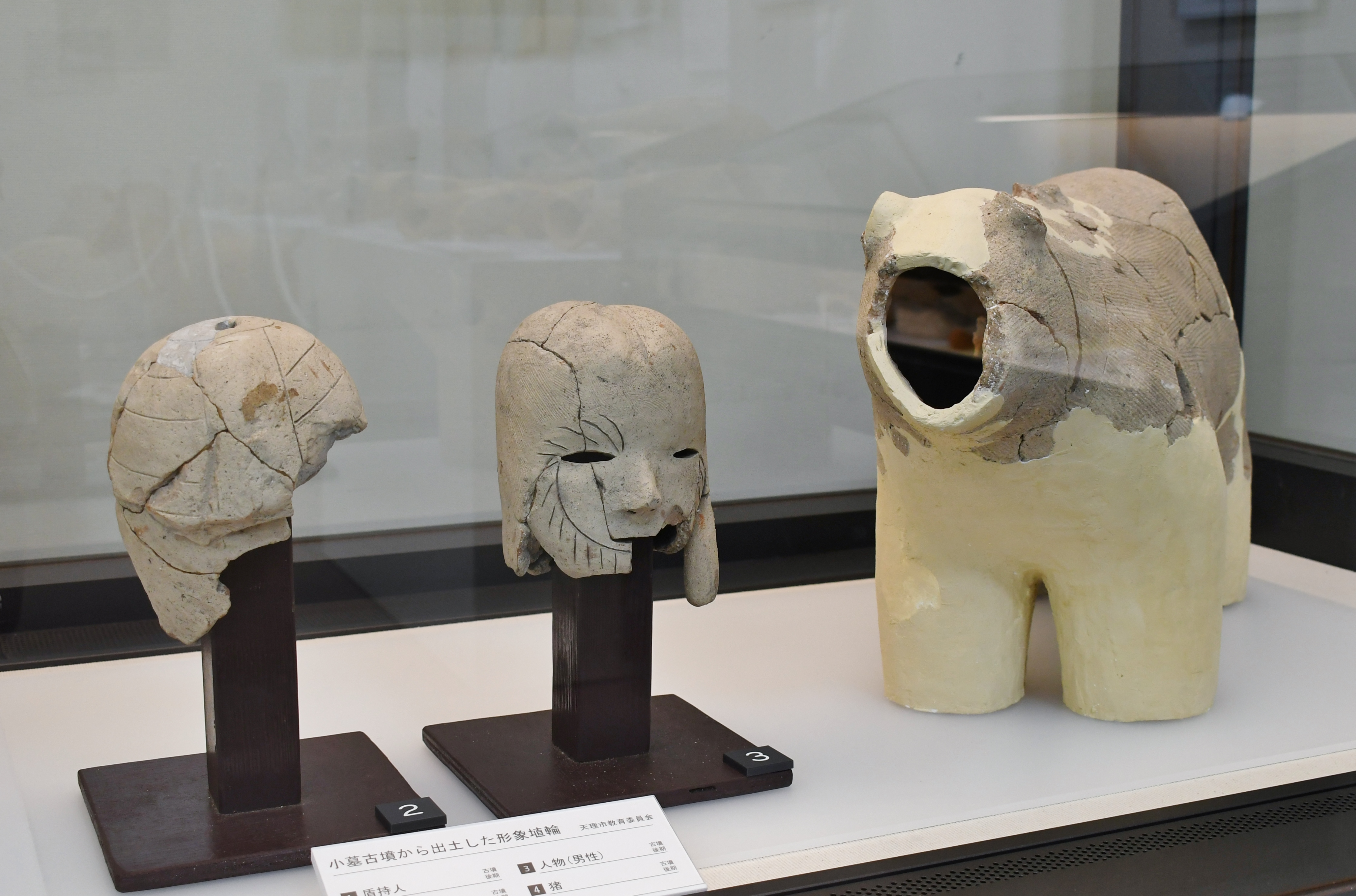
人物（男性）・甲冑・猪埴輪 唐古・鍵考古学ミュージアム企画展示時に撮影。

## 関連文献
（記事執筆に使用していない関連文献）
- 泉武、松本洋明『天理市埋蔵文化財調査概報』 昭和61・62年度、天理市教育委員会、1988年3月30日。doi:10.24484/sitereports.750。 NCID BN03007089。
- 天理市教育委員会『天理市埋蔵文化財調査概報』 昭和63・平成元年度、天理市教育委員会、1992年3月30日。doi:10.24484/sitereports.740。 NCID BN03007089。
- 石田大輔、日野宏、藤原郁代『物部氏の古墳 杣之内古墳群』天理市教育委員会、2021年7月14日。doi:10.24484/sitereports.94674。 NCID BC09207458。